# Oblastní rada Šomron
Oblastní rada Šomron (hebrejsky מועצה אזורית שומרון, anglicky Shomron Regional Council) je správní region v Izraeli, v distriktu Judea a Samaří, který se rozkládá na ploše cca 2800 čtverečních kilometrů v nejsevernější části Západního břehu Jordánu. Úřad oblastní rady je umístěn v obci Elon More. Předsedou oblastní rady je Geršon Mesika.

## Dějiny

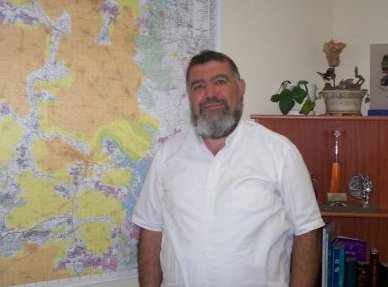
Předseda Oblastní rady Šomron Geršon Mesika

Oblastní rada Šomron svým názvem odkazuje na historický region Samařsko. Byla založena v dubnu 1979. V té době na jejím území existovalo jen několik izraelských osad. Šlo o tato sídla: Kedumim, Karnej Šomron, Ariel, Elkana, Šavej Šomron, Mevo Dotan a Kfar Tapuach. V současnosti je součástí Oblastní rady Šomron cca 30 obcí z počtem obyvatel přes 30 000. Další obce mezitím získaly statut místní rady nebo města a tak sice územně spadají do regionu Samařska ale administrativně jsou nezávislé. Nejlidnatější obcí v rámci Oblastní rady Šomron je Ša'arej Tikva (v roce 2013 5300 obyvatel). Některé další členské obce mají naopak vysloveně vesnický, drobný charakter. Například v osadě Nofej Nechemija (poblíž Rechelim) žije jen cca 20 rodin.
Počátkem 21. století byla část území oblastní rady zahrnuta do Izraelské bezpečnostní bariéry a oddělena tak od okolních arabských vesnic. Týká se to osad v koridoru poblíž města Ariel na západě Samařska, kde ale podle stavu z roku 2008 nebyla tato bariéra dokončena. Bariéra již ovšem plně dobudována dál k západu, blíže k Zelené linii, kde zahrnula do svých hranic několik izraelských osad. Zbylé osady, které se nacházejí hlouběji ve vnitrozemí Západního břehu Jordánu, často v obklopení palestinskými vesnicemi a městy, nemají být do této bariéry ani výhledově zahrnuty a jejich budoucí existence závisí na parametrech případné mírové dohody mezi Izraelem a Palestinci. Během druhé intifády bylo v rámci Oblastní rady zabito při útocích palestinských teroristů 43 lidí.

## Seznam sídel
Sídla v Oblastní radě Šomron se rozdělují do tří geografických skupin:
Severní Samařsko (hebrejsky צפון השומרון,anglicky Northern Samaria) s celkovou populací cca 2 000.
- Chermeš
- Chinanit
- Mevo Dotan
- Rejchan
- Šaked
- Tel Menaše

- do tohoto regionu spadaly i izraelské osady zrušené během jednostranného stažení v roce 2005 (Ganim, Kadim, Chomeš a Sa-Nur)

Středozápadní Samařsko (hebrejsky מרכז-מערב השומרון ,anglicky Central-Western Samaria) s celkovou populací cca 68 500 (do tohoto čísla jsou ovšem zahrnuti i obyvatelé obcí Alfej Menaše, Elkana, Immanuel, Karnej Šomron, Kedumim, Oranit a Ariel, které nespadají pod Oblastní radu Šomron).
- Alej Zahav
- Avnej Chefec
- Barkan
- Bruchin
- Cufim
- Ec Efrajim
- Ejnav
- Jakir
- Kirjat Netafim
- Lešem
- Ma'ale Šomron
- Nofim
- Pedu'el
- Revava
- Sal'it
- Ša'arej Tikva
- Šavej Šomron

Horský hřbet (hebrejsky גב ההר ,anglicky Mountain Communities) s celkovou populací okolo 4 000.
- Elon More
- Har Bracha
- Itamar
- Jic'har
- Kfar Tapuach
- Migdalim
- Nofej Nechemija
- Rechelim

Poznámka: Další sídla mají polooficiální charakter a vznikla dodatečnou expanzí stávajících osad. Některé z nich se postupně osamostatňují, jiné nikoliv. Některým hrozí demolice po rozhodnutí soudů.

## Demografie
K 31. prosinci 2014 žilo v Oblastní radě Šomron 34 100 obyvatel. Z celkové populace bylo 33 200 Židů. Včetně statistické kategorie "ostatní" tedy nearabští obyvatelé židovského původu, ale bez formální příslušnosti k židovskému náboženství jich bylo 34 100.
| Rok            | 1983  | 1995   | 2008   | 2009   | 2010   | 2011   | 2012   | 2013   | 2014   |
| -------------- | ----- | ------ | ------ | ------ | ------ | ------ | ------ | ------ | ------ |
| Počet obyvatel | 3 500 | 11 700 | 23 100 | 24 600 | 26 200 | 27 800 | 29 400 | 31 400 | 34 100 |